# Mauritius i olympiska sommarspelen 2012
Mauritius deltog i de olympiska sommarspelen 2012 med en trupp bestående av 11 deltagare, men ingen av landets deltagare erövrade någon medalj.

## Boxning
Herrar
| Boxare             | Gren            | Sextondelsfinal       | Åttondelsfinal             | Kvartsfinal          | Semifinal            | Final                | Final            |
| Boxare             | Gren            | Motståndare Resultat  | Motståndare Resultat       | Motståndare Resultat | Motståndare Resultat | Motståndare Resultat | Placering        |
| ------------------ | --------------- | --------------------- | -------------------------- | -------------------- | -------------------- | -------------------- | ---------------- |
| Oliver Lavigilante | Flugvikt        | Micah (GHA) L 14–18   | Gick inte vidare           | Gick inte vidare     | Gick inte vidare     | Gick inte vidare     | Gick inte vidare |
| Richarno Colin     | Lätt weltervikt | Aatakni (MAR) W 16–10 | Mönkh-Erdene (MGL) L 12–15 | Gick inte vidare     | Gick inte vidare     | Gick inte vidare     | Gick inte vidare |

## Cykling

### Landsväg
| Cyklist           | Gren               | Tid             | Placering       |
| ----------------- | ------------------ | --------------- | --------------- |
| Aurelie Halbwachs | Damernas linjelopp | Fullföljde inte | Fullföljde inte |

## Friidrott
Förkortningar
- Notera – Placeringar gäller endast den tävlandes eget heat
- Q = Kvalificerade sig till nästa omgång via placering
- q = Kvalificerade sig på tid eller, i fältgrenarna, på placering utan att ha nått kvalgränsen
- NR = Nationellt rekord
- N/A = Omgången inte möjlig i grenen
- Bye = Idrottaren behövde inte delta i omgången

Herrar
Bana och väg
| Idrottare       | Gren  | Heat     | Heat      | Kvartsfinal | Kvartsfinal | Semifinal        | Semifinal        | Final            | Final            |
| Idrottare       | Gren  | Resultat | Placering | Resultat    | Placering   | Resultat         | Placering        | Resultat         | Placering        |
| --------------- | ----- | -------- | --------- | ----------- | ----------- | ---------------- | ---------------- | ---------------- | ---------------- |
| Fabrice Coiffic | 100 m | 10.62    | 1 Q       | 10.59       | 7           | Gick inte vidare | Gick inte vidare | Gick inte vidare | Gick inte vidare |

Damer
Bana och väg
| Idrottare        | Gren  | Heat     | Heat      | Semifinal        | Semifinal        | Final            | Final            |
| Idrottare        | Gren  | Resultat | Placering | Resultat         | Placering        | Resultat         | Placering        |
| ---------------- | ----- | -------- | --------- | ---------------- | ---------------- | ---------------- | ---------------- |
| Annabelle Lascar | 800 m | 2:05.45  | 5         | Gick inte vidare | Gick inte vidare | Gick inte vidare | Gick inte vidare |

## Judo
Damer
| Idrottare           | Gren                   | Sextondelsfinal      | Åttondelsfinal             | Kvartsfinal              | Semifinal            | Återkval                 | Bronsmatch           | Final                | Final     |
| Idrottare           | Gren                   | Motståndare Resultat | Motståndare Resultat       | Motståndare Resultat     | Motståndare Resultat | Motståndare Resultat     | Motståndare Resultat | Motståndare Resultat | Placering |
| ------------------- | ---------------------- | -------------------- | -------------------------- | ------------------------ | -------------------- | ------------------------ | -------------------- | -------------------- | --------- |
| Christiane Legentil | Halv lättvikt (-52 kg) | BYE                  | Kelmendi (ALB) W 1001–0101 | Heylen (BEL) L 0002–0020 | Gick inte vidare     | Müller (LUX) L 0002–0101 | Gick inte vidare     | Gick inte vidare     | 7         |

## Triathlon
| Triathlet          | Gren               | Simning (1,5 km) | Trans 1 | Cykling (40 km) | Trans 2 | Löpning (10 km) | Total tid | Placering |
| ------------------ | ------------------ | ---------------- | ------- | --------------- | ------- | --------------- | --------- | --------- |
| Fabienne St. Louis | Damernas triathlon | 19:51            | 0:39    | 1:06:54         | 0:35    | 39:38           | 2:07:37   | 42        |